# 感じてKnight
『感じてKnight』（かんじてナイト）は、2009年4月22日に発売されたレイジーのシングル。

## 概要
1980年発売のシングル「感じてナイト」を、テレビ東京系アニメ『真マジンガー 衝撃! Z編』第1クールオープニングテーマとしてリメイクしたもの。歌詞は一部のフレーズを除いて全面的に変更されている。
当時既に故人だった田中宏幸と樋口宗孝の演奏は生前のライブ音源を使用。サポートメンバーとして奥田民生、斉藤和義、JAM Projectが参加し、ユニット「ULTIMATE LAZY for MAZINGER」（アルティメット レイジー フォー マジンガー）名義で発売された。

## 収録曲
全編曲：LAZY
1. 感じてKnight
作詞：伊達歩・影山ヒロノブ、作曲：水谷公生
テレビ東京系アニメ『真マジンガー 衝撃! Z編』第1クールオープニングテーマ。
『真マジンガー』のネット配信版では、影山が一人でリードボーカルを担当する「KAGEYAMA Full Vocal Ver.」が使用された。
2. Unforgettable days
作詞・作曲：影山ヒロノブ
オリジナルの新曲。この曲の樋口、田中の演奏は過去のレイジーのスタジオ音源の演奏を素材として使用された。
3. 感じてKnight (off vocal)
4. Unforgettable days (off vocal)